# Quận Kit Carson, Colorado
Quận Kit Carson là một quận thuộc tiểu bang Colorado, Hoa Kỳ.
Quận này được đặt tên theo Kit Carson. Theo điều tra dân số của Cục điều tra dân số Hoa Kỳ năm 2000, quận có dân số 8011 người . Quận lỵ đóng ở Burlington.

## Địa lý
Theo Cục điều tra dân số Hoa Kỳ, quận có diện tích 5598 km2, trong đó có 2 km2 là diện tích mặt nước.

### Quận giáp ranh
- Quận Yuma, Colorado - bắc
- Cheyenne, Kansas – đông bắc
- Sherman, Kansas - đông
- Wallace, Kansas – đông nam
- Quận Cheyenne, Colorado - nam
- Quận Lincoln, Colorado - tây
- Quận Washington, Colorado – tây bắc